# Халдекс (муфта)
Муфта Ха́лдекс — специфический агрегат трансмиссии автомобиля на основе сцепной управляемой фрикционной муфты, разработки и производства шведской компании Haldex Traction, применяющийся с 1998 года некоторыми европейскими, американскими, японскими и корейскими автопроизводителями на различных моделях своих легковых автомобилей, оснащённых так называемым автоматически подключаемым полным приводом, в которых данный агрегат отвечает непосредственно за подключение и работу второй ведущей оси. Каноническим случаем применения агрегата являются полноприводные трансмиссии легковых автомобилей с поперечно расположенным спереди мотором, постоянным приводом на переднюю ось и подключаемым приводом задней оси.

## Конструктивная специфика
Изначально агрегат разработан на основе идей шведского инженера и гонщика Сигварда Йохансона. Первое поколение появилось в 1998 году. В дальнейшем через эволюцию агрегат получил ещё четыре поколения, а всего пять — от Gen.I до Gen.V. В поколениях от Gen.II до Gen.V зачастую выпускался в сборе с главной передачей подключаемой оси под конкретную модель автомобиля.
Общими техническими решениями для всех поколений являются следующие: 
- использование многодисковой фрикционной муфты с гидравлическим приводом (т.н. гидроподжимная муфта) в качестве узла, отвечающего за передачу крутящего момента;
- наличие собственной гидросистемы с интегрированным в агрегат гидронасосом объёмного принципа действия и специальной рабочей жидкостью, выполняющей как функцию переноса энергии для создания давления, так и функцию охлаждения;
- наличие собственного блока управления.

### Отличительные конструктивные особенности поколений
В поколениях Gen.I - Gen.III агрегат имел два насоса: механический роторный насос с приводом кулачковой шайбой от ведущей полумуфты в качестве основного насоса для сжатия муфты, и электрический насос подкачки в качестве вспомогательного насоса для создания минимального давления в гидросистеме.В поколениях Gen.IV - Gen.V в качестве основного и единственного применяется электрический шестерёнчатый насос с питанием от общей электросети автомобиля, что позволяет создавать давления для сжатия муфты превентивно, не дожидаясь пробуксовки ведущей оси.

## Работа системы Халдекс в составе полного привода
В общем и целом подпадает под общие принципы работы любой системы автоматически подключаемого полного привода, независимо от типа и особенностей применённой муфты. В режиме минимального поджатия муфты агрегат допускает дифференциальное вращение осей автомобиля с разностью, достаточной для прохождения поворотов без возникновения паразитной циркуляции мощности; крутящий момент в данном режиме передаётся на подключаемую ось в минимальном объёме. При полностью заблокированной муфте дифференциальное вращение осей до некоторого уровня передаваемого крутящего момента невозможно; крутящий момент по осям распределяется в соответствии с действующими на оси силами сцепления. В переходных режимах работы, чем сильнее сжата муфта, тем меньше возможностей для дифференциального вращения осей и одновременно тем больше возможностей для передачи на подключаемую ось крутящего момента, который эта ось способна реализовать в силу тяги при действующих силах сцепления.